# Karel van de Woestijne
Œuvres principales
- Het vaderhuis (1903)
- Janus met het dubbele voorhoofd (1908)
- De gulden schaduw (1910)

Karel van de Woestijne, né à Gand le 10 mars 1878 et mort à Zwijnaarde le 24 août 1929, est un écrivain belge d'expression néerlandaise, frère aîné du peintre Gustave van de Woestijne.

## Biographie

### Premières années
Le père des Van de Woestijne, un industriel gantois, meurt en 1890. Issu d'une famille bourgeoise, Karel van de Woestijne fait ses études secondaires à l'Athénée royal de Gand, situé à l'Ottogracht. Rétif à y suivre les cours à l'Université de Gand, insoucieux de diplômes mais plus que quiconque assoiffé d'étude, il y étudie cependant la philologie germanique. Il y entre en contact avec le symbolisme français.

### Laethem-Saint-Martin

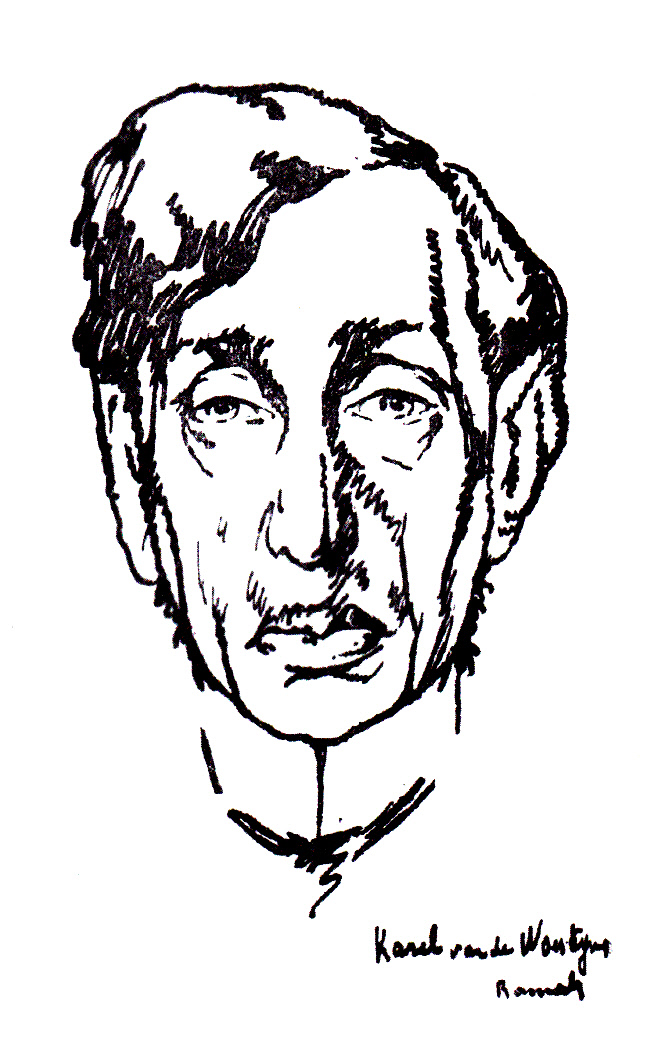
Karel van de Woestijne (par Ramah, 1920)

Son frère Gustave (17 ans) auquel il est très lié, relève de maladie et doit aller en convalescence à la campagne. Leur mère prend l'initiative d'installer, en 1899, ses fils à Laethem. Leur premier logement est une petite maison toute pareille à celle qu'occupe déjà le ménage voisin des Minne. Il y a une autre raison à cette fuite hors de Gand : Karel, pacifiste intransigeant, a horreur de servir dans la garde civique; or, s'il reste en ville, il devra s'astreindre à cette manière de service militaire. Sa retraite pourrait bien être en partie une escapade de réfractaire . Le charme du village agissant, le séjour des deux frères, qui n'était prévu que pour quelques mois, se prolonge. D'avril 1900 à janvier 1904 et d'avril 1905 à novembre 1906, Karel réside donc à Laethem-Saint-Martin. Il raconte : « Nous occupions notre propre maison sous la garde d'une servante sévère, imposée par la vigilance de notre maman qui voulait nous éviter une bohème facile et menaçante parce que inspiratrice de paresse. Tout était chez nous propre et ordonné comme chez une vieille bigote. À des heures régulières nous mangions une nourriture soignée et bourgeoise ». 
L'un et l'autre sont des esprits raffinés et rares, des êtres d'exception, hypersensibles et naturellement inventifs. Ce sont deux jeunes gens maigres, aux mains longues et fines , aux cheveux bouclés et en désordre, au regard un peu perdu. Gustave est un doux qui a des gestes obliques, des perplexités et des timidités de séminariste. Karel est maladif; il est frileux et squelettique. Tout jeune qu'il est, son visage est déjà ridé ; il a de grosses lèvres pâles, des yeux lourds et cernés.
L'atmosphère lénifiante de Laethem, le silence et un compagnonnage exaltant font plus que jamais oublier à Karel ses cours et ses examens de philologie ; il les abandonne tout de bon  et se laisse absorber par ses lectures et ses travaux de poète. Son frère Gustave, qui depuis ses quatorze ans suivait à Gand certains cours de l'Académie, se met à peindre en dehors de tous préceptes .

### Portrait
Déjà au physique le personnage est étrange : chevelure broussailleuse, grands yeux proéminents et cernés, lèvres charnues, visage fripé. Même jeune, il porte en lui quelque chose d'âgé : on le croirait chargé d'une longue et douloureuse vie antérieure. Élancé et décharné, il a l'aspect de quelque lord anglais et (...) d'un dandy. il souffre d'une maladie de peau dont il n'est jamais parvenu à se guérir; son épiderme est sec, grisâtre; il se desquame. 
À l'époque où il élit domicile à Laethem, c'est un artiste à cheveux longs, à barbiche et à moustaches fines, mais plus tard il montre une face glabre, basanée, où l'amertume et la fatigue de vivre se sont inscrites en rides profondes. Quand il tend la main — une main osseuse et extraordinairement longue, à la peau rêche — on a l'impression de serrer un oiseau prêt à se débattre et à s'envoler. Toujours il semble se trouver ailleurs que là où il est. Sa voix vient de loin. 
C'est un ascète, émacié, qui tremble éternellement de froid. Il est distrait, secret, plongé dans ses études et ses rêveries. Sa chambre de travail est surchauffée, pour travailler il s'enveloppe de plaids, ferme en plein jour les volets de sa chambre et allume sa lampe à pétrole. C'est un homme de nuit .

## Son parcours

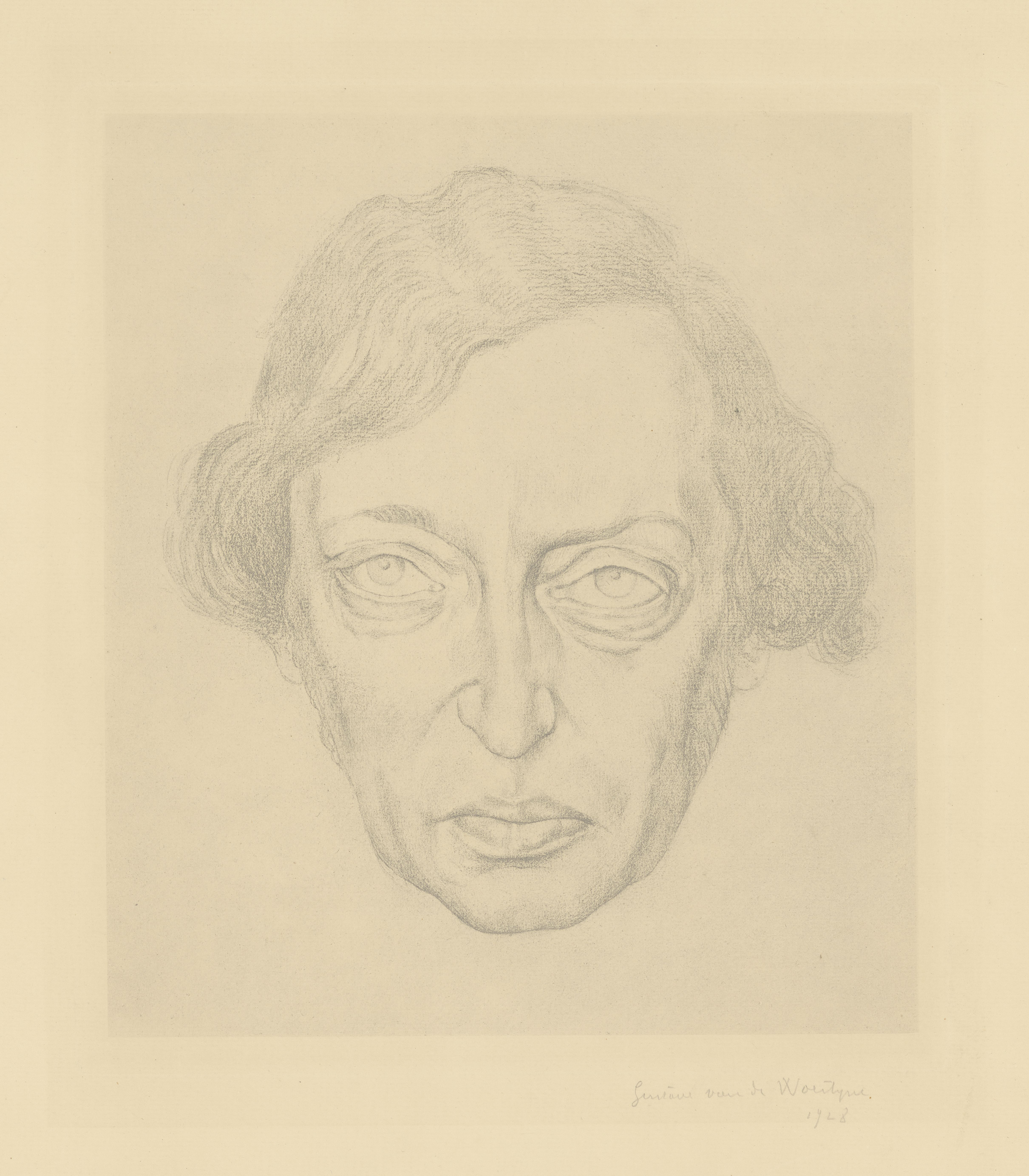
Gustave van de Woestyne - Portrait de Karel van de Woestyne (1878-1929) - Bibliothèque Royale de Belgique - S.IV 485

1896-1901 : collabore à la revue d'art Van Nu en Straks (deuxième série)
En 1902, s'ouvre à Bruges une exposition intitulée Les Primitifs flamands à Bruges qui impressionnera durablement George Minne et les artistes du premier groupe. De cette manifestation Karel Van de Woestijne fait un compte-rendu qui attire sur lui l'attention des artistes et des lettrés ; d'autre part, il publie ses Laethemsche brieven over de lente.
1903 : publie son premier recueil de poèmes, Het vaderhuis. Il collabore au magazine Vlaanderen (1903-1907).
1905 : publie De boomgaard der vogelen en der vruchten.
1906 :  quitte Laethem pour Ixelles. Il devient le correspondant du Nieuwe Rotterdamsche Courant à Bruxelles. Il est secrétaire de rédaction du magazine "Vlaanderen".
1908 :  publie Janus met het dubbele voorhoofd.
1910 :  publie Kunst en geest in Vlanderen et De gulden schaduw.
1912-1914 : Interludiën I en II
1913 :  entreprend la rédaction d'un roman épistolaire à clefs, De leemen torens; plusieurs de ses compagnons de Laethem lui servent de modèles.
1918 :  publie De bestendige aanwezigheid et Goddelijke verbeeldingen.
1920 :  publie De modderen man. Après avoir été fonctionnaire au ministère des Beaux-Arts, il enseigne à Gand, entre 1920 et 1929, l'histoire de la littérature néerlandaise.
1924 :  publie Zon in de rug.
1925 :  publie Beginselen der chemie..
1926 :  publie Het menschelijk brood, God aan zee. et Het zatte hart.
1928 :  publie Het bergmeer, De schroeflijn  et Opstellen over plastische en literaire kunst. Gustave Van de Woestijne dessine un portrait de son frère Karel.
1929 : Ayant à peine dépassé la cinquantaine, Karel Van de Woestijne meurt à Zwijnaarde.

## Œuvres

### Prose
- Janus met het dubbele voorhoofd
- Afwijkingen
- Goddelijke verbeeldingen
- De bestendige aanwezigheid

### Poésie symbolico-impressionniste
- Het vaderhuis
- De boomgaard der vogelen en der vruchten
- De gulden schaduw

### Triptyque spiritualiste
- De modderen man
- God aan zee
- Het bergmeer

### Critiques d'art et essai littéraire
- De Vlaamsche primitieven : hoe ze waren te Brugge
- Kunst en geest in Vlaanderen
- Over schrijvers en boeken (1933-1936)

### Poésie épique
- Interludiën I en II
- Zon in de rug

### Roman épistolaire en collaboration avecHerman Teirlinck
- De Leemen Torens. Vooroorlogse kroniek van twee steden

## Récompenses et distinctions
- 1915 : Staatsprijs voor Letterkunde pour Interludiën

## Traductions
- Poèmes choisis, traduction par Marcel Lecomte, Éditions des artistes, Bruxelles, 1964
- L'ombre dorée et autres poèmes, traduction par Marcel Lecomte et Georges Thinès, Éditions de la Différence, Paris, 1993  (ISBN 2-7291-0884-X)

## Adaptation cinématographique
En 1963, Emile Degelin a réalisé une adaptation cinématographique de la nouvelle De boer die sterft (« La Mort du paysan ») extraite du recueil De bestendige aanwezigheid. 

#### Sources
- (nl) Cet article est partiellement ou en totalité issu de l’article de Wikipédia en néerlandais intitulé « Karel van de Woestijne » (voir la liste des auteurs).